# Mijn zuster de negerin
Mijn zuster de negerin is het debuut van Cola Debrot. De novelle verscheen in 1934/1935 in het tijdschrift Forum en werd in 1935 uitgegeven door Nijgh en Van Ditmar. Het beschrijft de aankomstdag na veertien jaar Europa van Frits Ruprecht op een Antilliaans eiland.

## Auteur
Cola Debrot werd geboren in Kralendijk, Bonaire. Vervolgens studeerde hij rechten in Utrecht en rondde jaren later ook nog de studie medicijnen af en vestigde zich als arts in Amsterdam. Hij was aldaar bevriend met Willem Frederik Hermans. Na de Tweede Wereldoorlog was hij een belangrijke factor in de Antilliaanse politiek als gevolmachtigd minister en gouverneur van De Antillen.

## Boek
Het verhaal werd eerst gepubliceerd in het tijdschrift Forum in 1934/1935. In 1935 verscheen het boek bij Nijgh en Van Ditmar. Een tweede druk verscheen in 1955 bij Uitgeverij Meulenhoff. In 1961 verscheen de derde druk  bij De Bezige Bij. In 1977 verscheen het in de bibliofiele reeks van Stichting De Roos, samen met de in 1975 in het tijdschrift Tirade verschenen 'Brief aan een neerlandicus op Curaçao'.

## Verhaal
Na veertien jaar keert Frits Ruprecht terug uit Europa naar zijn Antilliaans eiland. In de haven wordt hij welkom geheten door de huisdokter en de notaris. Laatstgenoemde is zaakwaarnemer van de boedel die Frits zijn ouders aan hun enig kind hebben nagelaten. De notaris prijst zijn dochter Tonia aan, een flinke meid.
Maar Frits is op zoek naar een zwarte echtgenote. Hij is een rijk man en volledig afgeknapt op de witte Europese vrouwen en zal zijn zwarte echtgenote beschouwen als zijn zuster, de negerin. Die aankomstdag maakt hij een tocht langs zijn bezittingen op het eiland en belandt 's avonds als vanzelf in bed met zijn jeugdvriendin Maria, zijn zwarte vriendinnetje van veertien jaar ervoor. Vlak ervoor heeft de huismeester, en tevens opa van Maria, gewaarschuwd met een wanhopige schreeuw dat ze broer en zus zijn.
Zo eindigt het verhaal met Frits die daadwerkelijk in bed ligt met zijn genetische zuster, de negerin.

## Thematiek
De verwoestende sociale erfenis van eeuwen rassenongelijkheid.

## Film
In 1980 werd het boek vastgelegd door Dirk Jan Braat in een film van 48 minuten.